# Natal (Schiff, 1907)
Die HMS Natal war ein Panzerkreuzer der Warrior-Klasse der Royal Navy, der 1905 vom Stapel lief und 1915 durch eine Munitionskammerexplosion im Cromarty Firth sank. Benannt war sie nach der Kolonie Natal in Südafrika.

## Geschichte des Schiffs
Die Natal wurde seit Januar 1904 in Barrow-in-Furness von Vickers gebaut, lief am 30. September 1905 als drittes Schiff der Warrior-Klasse vom Stapel und wurde am 5. März 1907 in Dienst gestellt. Ihren Namen erhielt sie, weil die Kosten für den Bau durch die Bewohner der südafrikanischen Provinz Natal gestiftet worden waren. Zusammen mit ihren drei Schwesterschiffen gehörte sie zunächst der „5th Cruiser Squadron“ der Home Fleet der Royal Navy an, ab 1909 der „2nd Cruiser Squadron“. Von Dezember 1909 bis zum Juni 1911 stand sie unter dem Kommando von William Reginald Hall, dem späteren Direktor des britischen Marinenachrichtendienstes.
Im November/Dezember 1912 diente sie mit ihrem Schwesterschiff Cochrane und der etwas moderneren Defence als Begleitschiff für den Post-Liner Medina (12.358 BRT, 19 kn), die am 11. November aus Portsmouth auslief. Diese war das zehnte Schiff der M-Klasse der Peninsular and Oriental Steam Navigation Company und nach Fertigstellung erst als königliche Yacht in Dienst gekommen. Sie brachte König Georg V. und Königin Mary von England nach Indien, wo Georg am 12. Dezember desselben Jahres in Delhi von den indischen Fürsten als Kaiser von Indien gefeiert werden sollte. Während Natal und Cochrane die Medina bis zum 5. Februar 1913 nach Großbritannien zurückgeleiteten, wurde die Defence weiter auf die China Station verlegt.

### Kriegseinsatz und Verlust
Bei Beginn des Ersten Weltkriegs wurde die Natal dem 2. Kreuzergeschwader der Grand Fleet zugewiesen, wo sie neben den Schwesterschiffen Cochrane und Achilles Dienst tat; Kommandant des Schiffs war zu diesem Zeitpunkt Kapitän Eric Back.

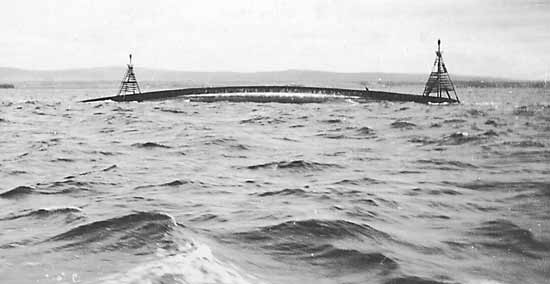
Das Wrack der Natal im Cromarty Firth, um 1916

Am Nachmittag des 30. Dezembers 1915 ereignete sich gegen 15:20 Uhr auf der zusammen mit ihrem Geschwader vor Cromarty (Schottland) liegenden Natal ohne Vorwarnung einer Serie schwerer Explosionen, die den Kreuzer innerhalb von fünf Minuten zum Kentern und Sinken brachte. Ein Teil der Besatzungsmitglieder, die sich aus dem Wrack retten konnten, starb im Wasser des Firth of Cromarty an Unterkühlung oder Erschöpfung. 387 Überlebende, davon 14 Offiziere, konnten gerettet werden. Die genaue Anzahl der Opfer ist immer noch umstritten, die Schätzungen bewegen sich zwischen 390 und 421 Toten, zu denen auch der Kommandant, seine Ehefrau, zehn weitere Frauen und Kinder und zwei Dockarbeiter gehörten. Soweit die Opfer geborgen werden konnten, setzte man sie auf den Friedhöfen von Invergordon (Rosskeen Churchyard) und Cromarty (Gaelic Chapel Graveyard) bei.
Es gab zahlreiche Spekulationen über die Ursache des Untergangs, so die Explosion einer durch ein deutsches U-Boot verlegten Mine oder Sabotage. Bei einer Untersuchung des Wracks durch Taucher konnte festgestellt werden, dass das Schiff durch eine massive interne Explosion zerstört wurde. Einer Kriegsgerichtsverhandlung gelang keine eindeutige Klärung der Unglücksursache. Als wahrscheinlichste Erklärung gilt ein durch eine Selbstentzündung von Kordit ausgelöster Brand, der ein Munitionsmagazin zur Explosion brachte. Auf ähnliche Weise gingen 1914 und 1917 auch die Schlachtschiffe Bulwark und Vanguard verloren.
In den folgenden Jahren fanden mehrfach Bergungsoperationen am Wrack statt; schließlich wurde es in den 1970er-Jahren gesprengt, da man in ihm eine Gefahr für den Schiffsverkehr sah. Wrackteile der Natal sind jedoch immer noch teilweise sichtbar, die Wrackstelle wird durch eine Radarboje markiert. Die auf der Position 57° 41′ N, 4° 5′ W liegende Überreste der Natal gelten heute als Kriegsgrab und sind seit 2008 durch den Protection of Military Remains Act als „Controlled Site“ unter Schutz gestellt. Dies bedeutet, dass es im Umkreis von 100 Metern um die Untergangsstelle verboten ist, ohne Erlaubnis zu tauchen und die Wrackreste zu berühren, zu verändern, in sie einzudringen oder Ausgrabungen und Bergungen vorzunehmen. Denkmäler zur Erinnerung an den Untergang der Natal gibt es unter anderem in Durban (Südafrika), in der Kathedrale von Portsmouth sowie in Invergordon (hier die „Natal Gardens“).